# Hate
Hate (odi en anglès) és el nom artístic de Sergio Rodríguez Fernández, un raper espanyol natural del barri de Las Delicias de Saragossa. A més de Hate, utilitza uns altres àlies com: Odio, Sho Hai, Yuen Hsiao Tien, El rey de las Cantinas, Gran Mago Beodo o Heavy del Rap.
La primera referència musical de Hate data de 1996. Al costat de R de Rumba i Juez formen el grup Bufank i graven una maqueta: Ciego de un sábado noche. Més tard, el 1998 apareix el segon treball del grup Bufank, nom que van usar per a disc i grup. Passa a formar part de Violadores del Verso (Doble V) al costat de Lírico, Kase-O i R de Rumba, on desenvolupa un especial humor negre en els missatges dels temes i participa a cançons com Vivir para contrarlo o Vicios y virtudes. Més envant, es dedica més a la música en solitari, encara que no deixa de fer col·laboracions amb altres rapers com Kase.O o Zatu i, a l'any 2011 llança Doble Vida, uns dels discs més valorats a la història del rap en espanyol que compta amb temes ja considerats clàssics com La cúpula, De Paso o Para ser un rapper. Finalment, al 2017, llança el seu disc La última función, on es poden trobar tant col·laboracions ja vistes, com altres de noves, com cançons en solitari.

## Discografia
- AMB DOBLE V (VIOLADORES DEL VERSO)
  - Violadores del verso (EP) (Avoid, 1998).
  - Violadores del Verso presenten a Kase-O en: Mierda (Maxi) (BOA, 1998).
  - Genios (LP) (Avoid, 1999).
  - Atras (Maxi) (Rap Solo, 2001).
  - Vicios y virtudes (LP) (Rap Solo, 2001).
  - Violadores del Verso + Kase-O Mierda (Reedició, BOA, 2001).
  - Tú eres alguien / Bombo clap (DVD en directe) (Rap Solo, 2002).
  - Vivir para contarlo/ Haciendo lo nuestro (Maxi) (Rap Solo, 2006).
  - Vivir para contarlo (LP) (Rap Solo, 2006).

- AMB BUFANK
  - Ciego de un sábado noche (Maqueta) (1996.
  - Bufank (Maqueta) (1998).
- En Solitari
  - Doble vida (2011)
  - La Ultima Función (2017)